# Psychotria henryi
Psychotria henryi är en måreväxtart som beskrevs av Augustin Abel Hector Léveillé. Psychotria henryi ingår i släktet Psychotria och familjen måreväxter. Inga underarter finns listade i Catalogue of Life.